# Johann Wilhelm Hittorf
Johann Wilhelm Hittorf (27 tháng 3 năm 1824 – 28 tháng 11 năm 1914) là một nhà vật lý học người Đức, sinh tại Bonn và mất ở Münster, Đức.
Hittorf là người đầu tiên tính toán công suất mang điện của các nguyên tử và phân tử tích điện (ion), một yếu tố quan trọng trong sự hiểu biết phản ứng điện hóa. Ông đã tính toán số vận chuyển ion và phương pháp đầu tiên cho phép đo đạc chúng.